# Jaume Elías
Jaume Elías Casas (Barcelona, 6 de noviembre de 1919-18 de septiembre de 1997) fue un futbolista español. Jugó en diversos equipos como el San Martín, el RCD Español de Barcelona y el Fútbol Club Barcelona.

## Trayectoria
Sus inicios en el fútbol fueron en el modesto San Martín, de donde pasó en 1940 al Español, equipo en el que ganó la Copa de España de ese año a pesar de no jugar mucho. En la temporada siguiente fue determinante junto a Ricardo Teruel en la custodia de la portería de, primero Alberto Martorell y después, Trías. Nuevamente, su equipo llegó a la final de Copa, pero fueron derrotados por el Valencia.
Debido a los problemas para jugar por el excelente plantel españolista, Elías solicitó una salida del club, lo que aprovechó el equipo vecino del Barça para ficharlo con el beneplácito del presidente españolista Francisco Román.
En el club azulgrana jugó 123 partidos de liga en seis temporadas con un excelente bagaje de tres Ligas de España y una Copa de España, contribuyendo en la defensa junto a Curta.
Lamentablemente tuvo que abandonar la práctica del fútbol a los 30 años por causa de unos problemas intestinales que finalmente superó. 

## Palmarés
| Título                | Club                        | Año  |
| --------------------- | --------------------------- | ---- |
| Copa del Generalísimo | Real Club Deportivo Español | 1940 |
| Copa del Generalísimo | Fútbol Club Barcelona       | 1942 |
| Liga de España        | Fútbol Club Barcelona       | 1945 |
| Copa Eva Duarte       | Fútbol Club Barcelona       | 1945 |
| Liga de España        | Fútbol Club Barcelona       | 1948 |
| Copa Eva Duarte       | Fútbol Club Barcelona       | 1948 |
| Liga de España        | Fútbol Club Barcelona       | 1949 |
| Copa Latina           | Fútbol Club Barcelona       | 1949 |